# Valoare de adevăr
În logică și matematică o valoare de adevăr, uneori numită și valoare logică, este o valoare atribuită unei propoziții în legătură cu informația privind adevărul enunțat de propoziție. Este specifică numai propozițiilor cognitive (care exprimă constatări in legătură cu realitatea) și le distinge pe acestea de propozițiile care exprimă întrebări, ordine, dorințe .
Valoarea de adevăr indică conținutul semantic al unei propoziții cognitive, spre deosebire de validitatea unei inferențe ca proprietate a formei logice a acesteia. Uneori distincția acestor noțiuni nu e clar percepută la nivel mental.
Uneori valoarea de adevăr e confundată cu validitatea unei scheme de inferență.

## Propoziții compuse
În logică binară obișnuită, cu semantica aferentă ei, valorile adevărului sunt adevărat (notat cu 1 sau ⊤) și fals (notat cu 0 sau ⊥). Această mulțime de două valori se mai numește și domeniu boolean.  Propozițiile compuse obținute prin folosirea conectoarelor logice au valoarea de adevăr exprimată ca funcții de adevăr ale propozițiilor componente. Funcțiilor de adevăr li se asociază tabele de adevăr care indică valoarea de adevăr a propozițiilor compuse funcție de valoarea propozițiilor simple conținute ca operanzi în propozițiile compuse.
Bicondiționala devine o relație binară de egalitate, iar negația devine o bijecție care inversează „adevărat” cu „fals”. Conjuncția și disjuncția sunt duale în ceea ce privește negația, care este exprimată prin legile De Morgan:
{\displaystyle \neg (p\wedge q)\iff \neg p\vee \neg q}
{\displaystyle \neg (p\vee q)\iff \neg p\wedge \neg q}
Variabilele propoziționale devin variabile în domeniul boolean prin atașarea unei valori de adevăr propozițiilor. Atribuirea valorilor pentru variabilele propoziționale este denumită evaluare a funcțiilor de adevăr prin specificarea valorii propozițiilor cu valoare de adevăr neprecizată (variabilă) din structura propozițiilor compuse (expresiilor propoziționale).

## În logica intuiționistă și constructivistă
În logica intuiționistă și, mai general, în matematica constructivă, enunțurilor li se atribuie o valoare de adevăr numai dacă li se poate da o demonstrație constructivă. Se începe cu un set de axiome și o afirmație este adevărată dacă se poate construi o demonstrație a afirmației din acele axiome. O afirmație este falsă dacă se poate deduce o contradicție din aceasta. Acest lucru lasă deschisă posibilitatea declarațiilor cărora nu li s-a atribuit încă o valoare de adevăr. Afirmațiile nedemonstrate din logica intuiționistă nu primesc o valoare de adevăr intermediară (așa cum se afirmă uneori în mod greșit). Se poate demonstra că ele nu au a treia valoare de adevăr, un rezultat datând de la Glivenko în 1928. Aceste afirmații rămân pur și simplu de o valoare de adevăr necunoscută, până când sunt fie demonstrate, fie infirmate.
Există diverse moduri de a interpreta logica intuiționistă, inclusiv interpretarea Brouwer–Heyting–Kolmogorov.

## Logici polivalente
Logicile polivalente (ca logica fuzzy și logica relevanței) permit mai mult de două valori de adevăr, care conțin eventual o structură internă. De exemplu, pe intervalul unității [0,1] (închis) o astfel de structură este o ordine totală; acest lucru poate fi exprimat ca existența diferitelor grade de adevăr.

## Semantică algebrică
Nu toate sistemele logice sunt evaluabile din punct de vedere al adevărului în sensul că conectivitățile logice pot fi interpretate ca funcții de adevăr. De exemplu, logica intuiționistă nu are un set complet de valori de adevăr deoarece semantica sa, interpretarea Brouwer–Heyting–Kolmogorov, este specificată în termeni de condiții ale demonstrabilității în ceea ce privește necesitatea de adevăr a formulelor.
Dar chiar și logicile care nu evaluează adevărul pot asocia valori cu formulele logice, așa cum se face în semantica algebrică. Semantica algebrică a logicii intuiționiste este dată în termeni de algebre Heyting, comparativ cu semantica algebrei booleene a calculului propozițional clasic.

## În alte teorii
Teoria tipurilor intuiționistice folosește tipuri în locul valorilor de adevăr.
Teoria topos folosește valorile de adevăr într-un sens special: valorile de adevăr ale unui topos sunt elementele globale ale clasificatorului de subobiecte. A avea valori de adevăr în acest sens nu face ca o logică să fie evaluativă.